# Fazenda Rio da Prata
Fazenda Rio da Prata é uma antiga propriedade rural da região de Campinas, atualmente pertencente ao município de Itupeva, às margens da rodovia Vinhedo-Viracopos. Atualmente faz parte do patrimônio histórico de São Paulo.
A fazenda é remanescente de uma sesmaria do mesmo nome, concedida a Ana Joaquina da Silva Prado, filha do capitão-mór Martinho da Silva Prado e de Maria Leme Ferreira, sendo  tia de Antônio da Silva Prado, Barão de Iguape. Em 1830, a Rio da Prata estava já registrada como engenho de açúcar.
Em 1867, constava como propriedade de quatro irmãos, netos do terceiro casamento da Sesmeira com Luís José Pereira de Queiroz, natural de Braga, Portugal, sendo filhos de José Pereira de Queiroz e sua sobrinha Escolástica Saturnina de Moraes Jordão: Manuel Elpídio Pereira de Queiroz, Francisca Emília de Queiroz, Marcolina Pereira de Queiroz e Antônio Carlos Pereira de Queiroz, quando estes requereram a Dom Sebastião Pinto do Rego, oitavo Bispo de São Paulo, a mudança daquele território da paróquia de Jundiaí para a de Campinas.
Em 1890, pertencia à firma Queiroz & Aranha.
Em 1900, pertencia à outra irmã, Blandina Augusta de Queiroz Aranha, a Baronesa de Anhumas, (nascida em 1836, em Jundiaí, e falecida em 1928, em São Paulo, que foi casada com Manuel Carlos Aranha, Barão de Anhumas, falecido em 1894 em São Paulo, capitalista, cafeicultor e proprietário de importantes fazendas na região de Campinas, como a Fazenda Pau d'Alho, a Fazenda Anhumas, a Fazenda Santa Maria (antiga Fazenda Tanquinho), a Fazenda Santa Cândida (possivelmente originária da mesma sesmaria da Rio da Prata, assim como a Fazenda São Bento), e outras.
Era a Baronesa de Anhumas igualmente neta do terceiro casamento da Sesmeira, ano em que produziu 12.000 arrobas de café. Em 1914, nos seus 600 alqueires havia 315.000 pés de café.
Em 1928, com o falecimento da baronesa, em São Paulo, onde residia, a fazenda passou a seu filho Luís Augusto de Queiroz Aranha, casado com Marina da Silva Prado de Queiroz Aranha (filha do conselheiro Antônio da Silva Prado), e posteriormente, herdada por um de seus filhos, e neto da baronesa, Manuel Carlos Aranha, neto (Carlito Aranha), que foi casado com sua prima Maria Catarina da Silva Prado, e que mudou o investimento da fazenda para a avicultura. Nessa fazenda, encontrava-se a maior senzala da região de Campinas e, como não possuia casa-sede, pois os proprietários nela não habitavam e tinham outras fazendas, sendo a senzala adaptada parte para nova casa-sede e parte para gerência e administração, sendo destinada a área central para lazer (piscina,tênis).
O historiador campineiro Celso Maria de Mello Pupo, comentando sobre a fazenda disse, que na sua opinião: "A fazenda, detentora de prêmios de incentivo à cultura, encanta pela sua perfeição econômica e social, com todos os trabalhos otimamente conduzidos, e distribuição humana, justa e generosa de seus lucros a toda a população da fazenda que com este fator é selecionada e fixada ao solo da propriedade, com a excelência da organização, mesmo com considerável prejuizo de seu proprietário, como a vimos em 1978, já na propriedade de seu novo dono.".
Foi vendida por Carlito Aranha ao agricultor, criador e empresário do ramo de papel e celulose, Hessel Horácio Cherkassky(1917 - 1994), casado com Helena de Queiroz Cherkassky, pais de Dora Cherkassky, para quem a suinocultura, inclusive com importação para aprimoramento de raças, foi uma das prioridades.